# شهرستان لووبئی
شهرستان لووبئی (به چینی: 友谊县) یا نابوک (به کره‌ای: 나북현) یک شهرستان در استان هئی‌لونگ‌جیانگ چین است که در تابعیت شهر هه‌گانگ قرار دارد.

## تقسیمات اداری
شهرستان لووبئی ۶ شهرک، ۱ قصبه، و ۱ قصبه قومیتی (برای کره‌ای‌ها) تابعه تقسیم شده است. ده «میدان» هم‌سطح قصبه نیز تابع این شهرستان می‌باشند، مانند نواحی اداری مزارع و مراتع.
- شهرک توان‌جیه (اتفاق)‌(团结镇، Tuánjié zhèn)
- شهرک ژاوشینگ (肇兴镇، Zhàoxìng zhèn)
- شهرک فنگ‌شیانگ (凤翔镇، Fèngxiáng zhèn)
- شهرک مینگ‌شان (名山镇، Míngshān zhèn)
- شهرک هه‌بئی (鹤北镇، Hèběi zhèn)
- شهرک یون‌شان (云山镇، Yúnshān zhèn)

- قصبه تای‌پینگ‌گوو (太平沟乡، Tàipínggōu xiāng)

- ‌ قصبه قومیتی کره‌ای دونگ‌مینگ/دونگ‌میونگ (东明朝鲜族乡، Dōngmíng cháoxiǎnzú xiāng)(동명조선족향، Tongmyŏng josŏnjok hyang)

- اداره جنگل‌داری شهرستان لووبئی (萝北县林业局، Luóběi xiàn línyèjú)
- اداره زراعتی شهرستان لووبئی (萝北县农业局، Luóběi xiàn nóngyèjú)
- اداره جنگل‌داری هه‌بئی (鹤北林业局، Hèběi línyèjú)
- دفتر شعبه باوچوانلینگ (طرح احیاء کشاورزی «نونگ‌کن») (宝泉岭分局局直، Bǎoquánlǐng fēnjú júzhí)
- میدان زراعتی باوچوانلینگ  (宝泉岭农场، Bǎoquánlǐng nóngchǎng)
- میدان زراعتی جون‌چوان (军川农场، Jūnchuān nóngchǎng)
- میدان زراعتی جیانگ‌بین (江滨农场، Jiāngbīn nóngchǎng)
- میدان زراعتی گونگ‌چینگ (共青农场، Gòngqīng nóngchǎng)
- میدان زراعتی مینگ‌شان (名山农场، Míngshān nóngchǎng)
- میدان زراعتی یان‌جون (延军农场، Yánjūn nóngchǎng)